# 向島 (墨田区)
向島（むこうじま）は、東京都墨田区の地名。
1. 墨田区の町丁 - #向島（町名）
2. 江戸時代以来の広域地名 - #向島（地域名）

本項では1・2の両方について扱う。当地にある花街については向島 (花街)を参照。

## 向島（町名）

### 地理
向島一丁目～五丁目は、墨田区中西部に位置する。
西側を隅田川、南側を北十間川が流れる。
北側は首都高速入口を挟んで堤通一丁目と接し、北東は東向島一丁目・二丁目と接し、南東は押上一丁目・二丁目と接し、南側は北十間川を挟んで吾妻橋一丁目～三丁目・業平一丁目と接している。

#### 地価
住宅地の地価は、2025年（令和7年）1月1日の公示地価によれば、向島3-14-6の地点で60万7000円/m2となっている。

### 沿革
昭和6年（1931）本所区の町名として、向島一丁目・二丁目・三丁目が作られた。（現在の一丁目・二丁目・三丁目とは区分が異なる。）
従来は新小梅町、向島小梅町、向島須崎町、向島中ノ郷町であった区域で、関東大震災による焼失後に大規模な区画整理が行われ、町名が新設されたものである。
向島須崎町・向島中ノ郷町は、一部が切り離されて向島に組み込まれたが、残りの部分は、引き続き向島須崎町・向島中ノ郷町として存続した。
昭和39年（1964）6月29日、墨田区で住居表示が実施され、向島一丁目・二丁目・三丁目・四丁目・五丁目が成立した。
従来は隅田公園、向島一丁目・二丁目・三丁目、小梅一丁目・二丁目・三丁目、向島須崎町、向島請地町、寺島町一丁目・二丁目であった区域である。
向島一丁目～五丁目は、大部分が旧本所区の区域であり、現在でも向島地域ではなく本所地域とされる。全域が本所税務署の管内であり、大部分が本所警察署、本所消防署の管内となっている。（旧寺島町一丁目・二丁目の部分は、向島警察署、向島消防署の管内となっている。）
- 隅田公園→向島一丁目・二丁目・五丁目
- 向島一丁目→向島一丁目
- 向島二丁目→向島二丁目・三丁目
- 向島三丁目→向島二丁目・三丁目
- 小梅一丁目（西側）→向島一丁目。（東側）→ 押上一丁目・二丁目
- 小梅二丁目→向島三丁目
- 小梅三丁目→向島三丁目
- 向島須崎町→向島四丁目・五丁目
- 向島請地町（北側）→向島四丁目。（南側）→ 押上一丁目・二丁目
- 寺島町一丁目（西側）→向島五丁目。（東側）→ 東向島一丁目・三丁目
- 寺島町二丁目（西側）→向島四丁目。（東側）→ 東向島二丁目

### 公的施設
- 東京都立本所高等学校（向島三丁目37）
- 墨田区立墨田中学校（向島四丁目25）
- 墨田区立小梅小学校（向島二丁目4）
- 墨田区立言問小学校（向島五丁目40）
- 墨田区立隅田公園（向島一丁目・二丁目・五丁目。台東区立隅田公園は花川戸一丁目・二丁目、浅草七丁目、今戸一丁目）
- すみだ郷土文化資料館（向島二丁目3）
- すみだ福祉保健センター（向島三丁目36）

### 主要交通

#### 道路
- 三ツ目通り（中央部）
- 水戸街道（国道6号）（中央部）
- 墨堤通り（東京都道461号吾妻橋伊興町線の一部）（向島一丁目・二丁目・五丁目）
- 小梅通り（向島三丁目・四丁目）
- 曳舟川通り（向島三丁目・四丁目）
- 桜橋通り
- 見番通り
- 小梅牛島通り
- 三とも通り

#### 橋梁
- 言問橋（隅田川）
- 桜橋（隅田川）
- 枕橋（北十間川）
- 源森橋（北十間川）
- 小梅橋（北十間川）
- 東武橋（北十間川）

#### 高速道路
向島一丁目・二丁目・五丁目の西端に首都高速6号向島線が通り、向島五丁目に向島出入口がある。

#### 鉄道
向島一丁目の南端に東武伊勢崎線（東武スカイツリーライン）が通り、とうきょうスカイツリー駅のホーム西端が地区にかかっている。

### 世帯数と人口
2025年（令和7年）3月1日現在（墨田区発表）の世帯数と人口は以下の通りである。
| 丁目       | 世帯数     | 人口     |
| ---------- | ---------- | -------- |
| 向島一丁目 | 1,480世帯  | 2,324人  |
| 向島二丁目 | 1,734世帯  | 2,852人  |
| 向島三丁目 | 2,964世帯  | 4,795人  |
| 向島四丁目 | 1,408世帯  | 2,641人  |
| 向島五丁目 | 2,871世帯  | 4,533人  |
| 計         | 10,457世帯 | 17,145人 |

#### 人口の変遷
国勢調査による人口の推移。
| 年                 | 人口   |
| ------------------ | ------ |
| 1995年（平成7年）  | 12,837 |
| 2000年（平成12年） | 12,879 |
| 2005年（平成17年） | 13,574 |
| 2010年（平成22年） | 14,271 |
| 2015年（平成27年） | 14,796 |
| 2020年（令和2年）  | 16,570 |

#### 世帯数の変遷
国勢調査による世帯数の推移。
| 年                 | 世帯数 |
| ------------------ | ------ |
| 1995年（平成7年）  | 5,488  |
| 2000年（平成12年） | 5,972  |
| 2005年（平成17年） | 6,610  |
| 2010年（平成22年） | 7,157  |
| 2015年（平成27年） | 7,806  |
| 2020年（令和2年）  | 9,173  |

### 事業所
2021年（令和3年）現在の経済センサス調査による事業所数と従業員数は以下の通りである。
| 丁目       | 事業所数  | 従業員数 |
| ---------- | --------- | -------- |
| 向島一丁目 | 122事業所 | 1,396人  |
| 向島二丁目 | 111事業所 | 459人    |
| 向島三丁目 | 230事業所 | 1,950人  |
| 向島四丁目 | 89事業所  | 706人    |
| 向島五丁目 | 163事業所 | 706人    |
| 計         | 715事業所 | 5,217人  |

#### 事業者数の変遷
経済センサスによる事業所数の推移。
| 年                 | 事業者数 |
| ------------------ | -------- |
| 2016年（平成28年） | 791      |
| 2021年（令和3年）  | 715      |

#### 従業員数の変遷
経済センサスによる従業員数の推移。
| 年                 | 従業員数 |
| ------------------ | -------- |
| 2016年（平成28年） | 4,884    |
| 2021年（令和3年）  | 5,217    |

### 学区
区立小・中学校に通う場合、学区は以下の通りとなる（2022年9月時点）。
| 丁目       | 番地     | 小学校                 | 中学校             | 備考                                                    |
| ---------- | -------- | ---------------------- | ------------------ | ------------------------------------------------------- |
| 向島一丁目 | 全域     | 墨田区立小梅小学校     | 墨田区立墨田中学校 |                                                         |
| 向島二丁目 | 全域     | 墨田区立小梅小学校     | 墨田区立墨田中学校 |                                                         |
| 向島三丁目 | 全域     | 墨田区立小梅小学校     | 墨田区立墨田中学校 |                                                         |
| 向島四丁目 | 14〜16番 | 墨田区立第一寺島小学校 | 墨田区立墨田中学校 |                                                         |
| 向島四丁目 | その他   | 墨田区立言問小学校     | 墨田区立墨田中学校 |                                                         |
| 向島五丁目 | 1〜47番  | 墨田区立言問小学校     | 墨田区立墨田中学校 |                                                         |
| 向島五丁目 | その他   | 墨田区立第一寺島小学校 | 墨田区立墨田中学校 | 調整区域により以下への変更が可能 ・墨田区立言問小学校。 |

### 町会
- 向島一丁目町会
- 小梅一丁目町会[17]
- 向島二・三町会
- 向島二丁目睦町会
- 向島三丁目町会
- 小梅二丁目町会
- 小梅三丁目町会
- 向島四丁目南町会[18]（旧 向島須崎町南町会）
- 向島四丁目北町会[19]（旧 請地北町会、向島請地北町会）
- 向島五丁目西町会
- 向島五丁目東町会
- 東向島一丁目中町会
- 東向一南町会

### その他

#### 日本郵便
- 郵便番号 : 131-0033[3]（集配局 : 向島郵便局[20]）。

## 向島（地域名）

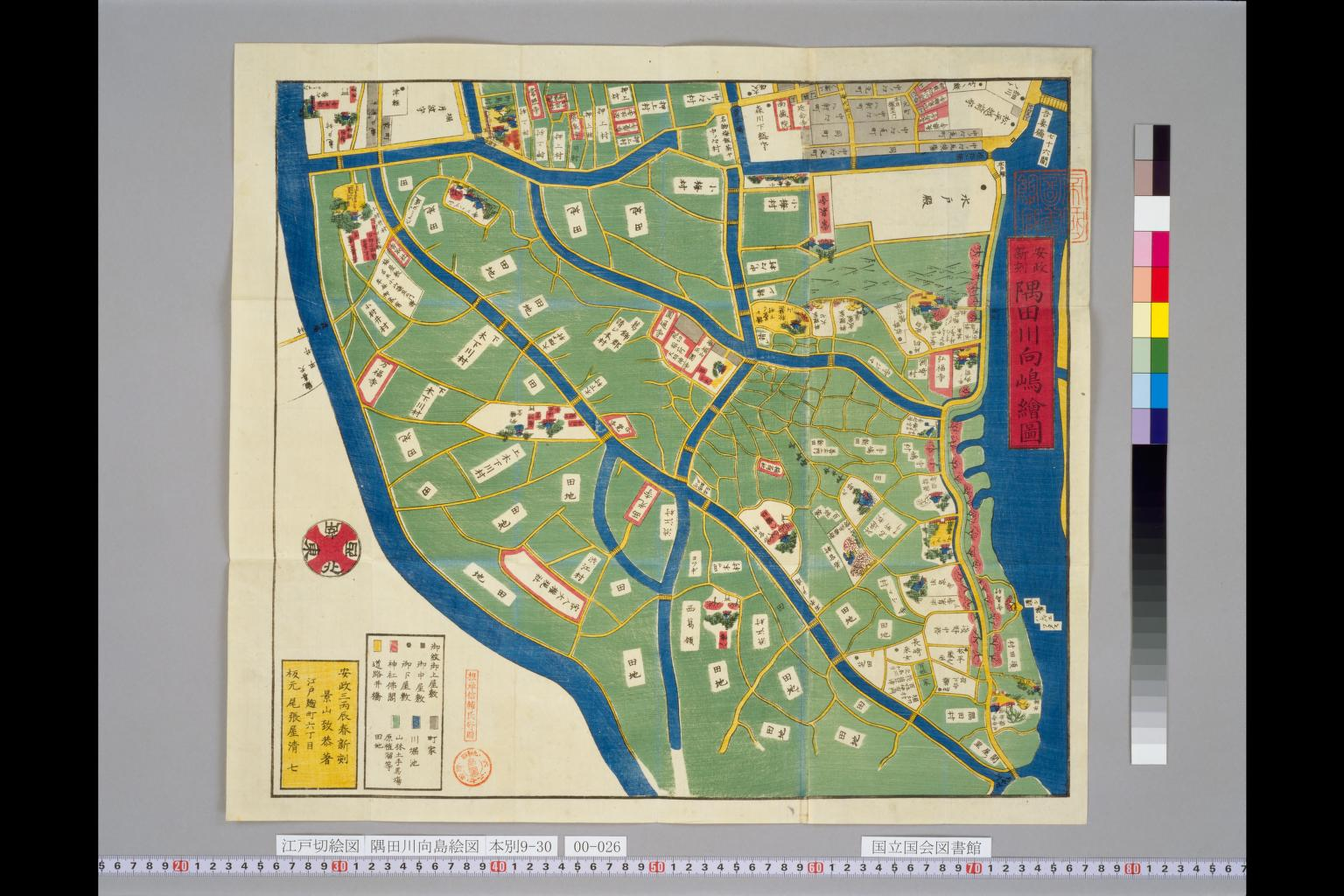
古地図（上が南）

江戸時代、隅田川東岸のうち、隅田堤に沿った地域を向島と通称した。旧隅田村の木母寺附近から、小梅の水戸家下屋敷（墨田区立隅田公園附近）に至るまでを指すことが多い。

### 歴史

#### 江戸時代
寛永20年（1643）頃、徳川将軍家の鷹狩の休息所として、木母寺境内に隅田川御殿が作られた（1643年頃～1786年頃まで存在。堤通2丁目、白鬚東アパート9号棟付近）。
一説には、隅田川御殿から見える中洲（東白鬚公園の一部）を指して向島と呼んだのが起源で、やがて対象範囲が拡大し、隅田川の向う側という意味に転じたという。
江戸時代を通じて、向島という村名があったわけではなく、複数の村を大まかに捉えた総称であった。
徳川将軍家の鷹狩の場として自然が保全され、隅田堤への桜の植樹などが続けられたことから、風光明媚の地として文人墨客や遊山客の人気を集めた。
寛文年間（1661～1673）小梅に小梅瓦町が作られた。現在の向島一丁目の南東部に当たる。
元禄6年（1693）小梅に水戸家の下屋敷が置かれた。

#### 明治時代
明治初めに、漢詩人小野湖山が、向島の呼称は「雅馴ならず」として、夢香洲（むこうしゅう）という名を考案した。この名を用いている作品に、竹久夢二『夢香洲夏夕幻影』（1910年代）がある。
明治5年（1872）水戸徳川家の下屋敷を中心とした地域で新小梅町が作られた。
明治11年（1878）郡区町村編制法の施行により南葛飾郡が設置され、隅田村、寺島村、須崎村、小梅村、請地村、中ノ郷村、押上村は、南葛飾郡の一部となった。同時に本所区が設置され、新小梅町、小梅瓦町は本所区に組み込まれた。
明治22年（1889）町村制に基づき、南葛飾郡内の村が統合され、隅田村、寺島村、吾嬬村、大木村等が成立した。
- 隅田村：隅田村、善左衛門村、若宮村と、木ノ下村・堀切村・篠原村・四ッ木村・上木下川村の飛地が合併した。
- 寺島村：寺島村と、隅田村・若宮村・須崎村・中ノ郷村・請地村・大畑村の一部が合併した。
- 吾嬬村：小村井村、葛西川村、亀戸村（北部）と、寺島村・須崎村・請地村・大畑村の一部が合併した。
- 大木村：大畑村、上木下川村、下木下川村、木ノ下村と、善左衛門村・寺島村・須崎村・請地村・渋江村・川端村の飛地が合併した。

同時に市制に基づき東京市が設置され、本所区は東京市内に含まれた。この際、南葛飾郡と本所区の境界が再編され、古川（流路は概ね後の鳩の街通り・新あづま通りに沿っている）及び横十間川が新たな境界となった。
須崎村、小梅村、請地村、中ノ郷村、押上村は、古川の西側は本所区に編入され、古川の東側は南葛飾郡に残り、寺島村、吾嬬村、大木村のいずれかに統合された。
明治24年（1891）本所区内の町名が再編され、「向島」を冠称した、向島小梅町、向島須崎町、向島中ノ郷町、向島請地町、向島押上町が作られた。これが「向島」が行政地名として正式に用いられた最初の例となった。
明治43年（1910）荒川水系の氾濫により隅田川両岸で大水が発生し、隅田堤が決壊して向島一帯が水没。家屋、庭園の樹木、文化財等に多大な被害を与えた。以後、別荘地としての向島の役割は急速に終息していった。

#### 大正時代
大正元年（1912）9月、吾嬬村が人口増加に伴って町制施行して吾嬬町となった。大正2年（1913）以降、荒川放水路の建設のため用地の取得が進められ、大正3年（1914）4月には、大木村は大部分が建設用地となるため廃村となり、荒川放水路の西側に残る部分が吾嬬町に編入された。
5月、隅田川に白鬚橋（木橋）が完成した。従来、寺島村から橋場へかけて橋場の渡しが存在している箇所であるが、これに加えて、徒歩でも行けるようになった。
大正12年（1923）4月、寺島村が人口増加に伴って町制施行して寺島町となり、8月には、隅田村が同様に隅田町となった。
9月1日、関東大震災による火災で、本所区のほとんどが焼失した。帝都復興計画では、焼失した区域に対して全く新しい区割整理、道路の新設がなされ、従来の地名の再編が行われた。以後、旧来の小さな区割である○○町を統合再編して、○○一丁目～○○何丁目に改める動きが急増した。

#### 昭和時代
昭和3年（1928）帝都復興計画による隅田川の橋梁として、復興局により言問橋が完成した。また、昭和6年（1931）6月には、東京府により白鬚橋（鉄橋）が完成した。昭和5年（1930）には荒川放水路が完成し、明治時代以来の懸案であった治水対策も完了した。
昭和6年（1931）本所区内の町名として、隅田公園、向島一丁目・二丁目・三丁目、小梅一丁目・二丁目・三丁目が作られた。
- 新小梅町は、東側が向島一丁目、西側が隅田公園となり、新小梅町の町名は消滅した。
- 小梅瓦町は、小梅一丁目となり、小梅瓦町の町名は消滅した。
- 向島小梅町は、中央部が向島二丁目・三丁目、西側が隅田公園、東側が小梅一丁目・二丁目となり、向島小梅町の町名は消滅した。
- 向島中ノ郷町は、西側が向島二丁目・三丁目、中央部が小梅二丁目・三丁目となり、曳舟川の東側が向島中ノ郷町として残った。
- 向島須崎町は、南西側が向島三丁目、南東側が小梅三丁目となり、北側が向島須崎町として残った。

昭和7年（1932）南葛飾郡が東京市に編入され、隅田町、寺島町、吾嬬町が合併して向島区が新設された。これにより、北十間川から北側の地域は全て公的に向島を冠する地名となり、向島は過去最大の面積となった。
昭和22年（1947）向島区は、本所区と合併し、墨田区となった。向島区の名は消滅したが、以後、旧向島区の区域を指して向島地域と称することがある。
一方、旧本所区側には、向島一丁目・二丁目・三丁目、向島須崎町、向島請地町、向島中ノ郷町、向島押上町の名が存続し、旧本所区の町名にのみ向島の名が残ることとなった。
昭和39年（1964）から昭和41年（1966）にかけて段階的に住居表示が施行され、堤通、向島、押上、東向島、墨田、京島、文花、八広、立花、東墨田が新設された。
このときに隅田町、寺島町、吾嬬町、小梅、向島須崎町、向島請地町、向島中ノ郷町、向島押上町、隅田公園の町名が消滅したが、旧町名は以下のように公共施設等の名称としてその後も使用されている。
- 隅田：隅田小学校、隅田第二小学校、隅田中央町会、隅田中睦町会、隅田町東町会、隅田西町会
- 寺島：第一寺島小学校、第二寺島小学校、第三寺島小学校、寺島中学校、寺島保育園、寺島図書館、東京電力パワーグリッド株式会社 寺島変電所、寺島集会所、てらじま広場、寺六中央町会、寺七西町会
- 吾嬬：吾嬬神社、立花吾嬬の森小学校、第三吾嬬小学校、第四吾嬬小学校、東吾嬬小学校、吾嬬の森小学校、吾嬬立花中学校、吾嬬第二中学校、吾嬬西公園、あずま図書館、八広あずま町会、立花あづま町会

- 小梅：小梅稲荷神社、墨田区立小梅小学校、本所消防署小梅出張所、小梅児童遊園、小梅橋、小梅通り、小梅一丁目町会、小梅二丁目町会、小梅三丁目町会、小梅保育園
- 須崎：須崎会館（向島五丁目西町会）
- 請地：墨田区立請地児童遊園
- 中ノ郷：中之郷町会、墨田区立中之郷児童遊園
- 押上：押上（住居表示施行後）
- 隅田公園：墨田区立隅田公園

昭和60年（1985）隅田川に桜橋が完成した。隅田公園を向島側から今戸側へ渡ることが可能となった。

### 平成時代
平成元年（1989）隅田川に水神大橋が完成した。白鬚東地区（堤通二丁目）から白鬚西地区（荒川区南千住八丁目（汐入））に渡ることが可能となった。
平成10年（1998）向島二丁目にすみだ郷土文化資料館が開館した。
平成24年（2012）押上一丁目に東京スカイツリー、東京ソラマチが完成した。

### 令和時代
令和2年（2020）墨田区立隅田公園の南部に「そよ風ひろば」が完成し、東武鉄道隅田川橋梁の横に「すみだリバーウォーク」が開通し、向島一丁目の東武スカイツリーライン高架下に、東京ミズマチが開業した。

## 神社仏閣

### 神社
- 隅田川神社（堤通2-17）隅田村の鎮守。水神社。
- 香取神社（墨田5-31）多聞寺の南側にあり、隅田川神社の神輿庫となっている。
- 下稲荷神社（墨田2-3）
- 白鬚神社（東向島3-5）天暦5年（951）創建。寺島村の鎮守。嘉永元年（1848）造営「拾参番」の大神輿、江戸時代末期の獅子頭一対、明治12年（1879）造営「八番」の小神輿が現存する。かつては、寺島村の白鬚神社・高木神社・長浦神社の3社の神輿が連合で渡御しており、白鬚神社の本社大神輿がその十三番目であった。氏子は、西図子、南図子、辰巳図子、八雲図子、六一図子、中図子、東図子、玉ノ井図子、巴図子、北図子、堤図子という、11の図子（ずし）で構成されている。
- 多賀神社（東向島3-18）向島百花園内。
- 長浦神社（東向島6-27）寺島村長浦の鎮守。
- 高木神社（押上2-37）応仁2年（1468）創建。寺島村新田の鎮守。
- 飛木稲荷神社（押上2-39）応仁2年（1468）創建。請地村の鎮守。
- 牛嶋神社[25]（向島1-4）貞観年間（859～877）創建。本所総鎮守。旧来は弘福寺の西側、隅田川沿いにあり、明治4年（1871）に建てられた常夜燈が元地に現存する。関東大震災で焼失し、震災復興計画により現在地に移転した。氏子は五十余町あり、五年に一度大祭が行われ、黒牛の曳く鳳輦が氏子地域を巡行する。
- 三囲神社（向島2-6）文久2年（1862）建造の本社社殿が現存する[26]。
- 秋葉神社（向島4-9）正応2年（1289）創建。かつては境内として七千坪を有する景勝地であり、当時の情景は歌川広重『名所江戸百景』「請地　秋葉の境内」にも描かれている。江戸幕府要職者からの崇敬を集め、1700年代前半に本多正永、酒井忠挙、伊奈氏、松平吉里室源頼子（酒井忠挙の娘）から寄進された石燈籠が7基現存する。歌川広重『名所江戸百景』「請地　秋葉の境内」

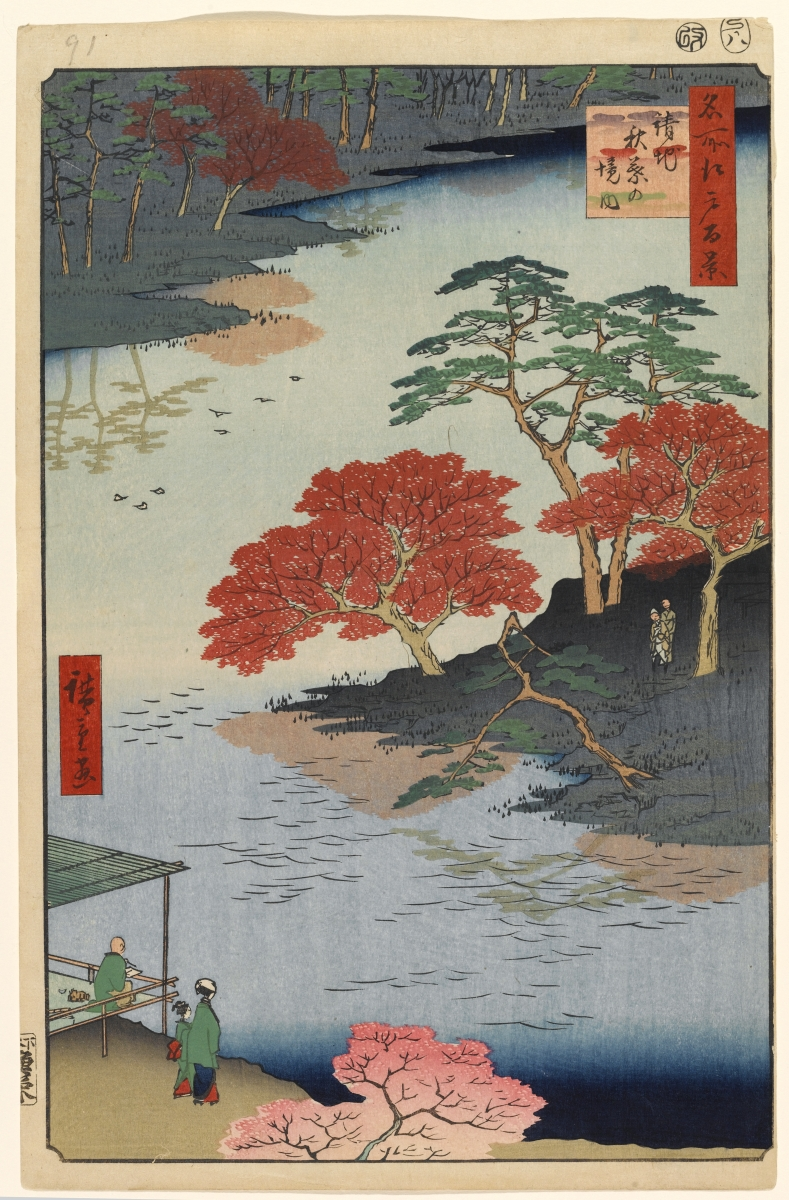
歌川広重『名所江戸百景』「請地　秋葉の境内」

### 寺院
- 隅田山多聞寺（墨田5-31）真言宗智山派。
- 醍醐山円徳寺（墨田5-42）曹洞宗。
- 月光山正福寺（墨田2-6）真言宗智山派。
- 成林庵（墨田2-11）臨済宗妙心寺派。
- 梅柳山木母寺（堤通2-16-1）天台宗。梅若伝説にゆかりがある。
- 晴河山法泉寺（東向島3-8）曹洞宗。
- 福禄寿尊堂（東向島3-18）向島百花園内。
- 清瀧山蓮華寺（東向島3-23）真言宗智山派。
- 子育地蔵堂（東向島3-2）圓
- 海福山正圓寺（押上2-37）天台宗。
- 宝寿山長命寺[27]（向島5-4）天台宗。長命寺桜もち[28]も名高い。
- 牛頭山弘福寺[29]（向島5-3）黄檗宗。
- 圓通寺[30]（向島3-11）曹洞宗。
- 久遠山常泉寺（向島3-12）日蓮正宗。かつては、北は現在地から、南は源森川までの広大な境内を有し、末寺8ヶ寺を擁する本山であった。近衛家や徳川将軍家の篤い崇敬を受けた公卿門跡で、境内には近衛廟も建立されていた。ちなみに、墨田区内の旧中本寺格寺院は、常泉寺（朱印30石）と蓮花寺（朱印7石）の2箇寺のみである。（『久遠山常泉寺四百年略史』）

- 立正山本行寺（向島1-20）日蓮正宗。

## 関連人物
- 五代目市川團十郎　1741〜1806　歌舞伎俳優。隠居して向島に移り住み、借家を「反古庵」と称した。
- 領家高子　1956〜　小説家
- 中川大地　1974〜　文筆家、編集者

### 小梅
- 円仁（慈覚大師）794～864　貞観年間（859〜877）牛嶋神社（牛御前社）を創建した。
- 宝井其角　1661～1707　俳諧師。三囲神社で句を詠んだ。
- 藤田東湖　1806～1855　水戸藩士
- 其角堂永機　1823〜1904　俳諧師。三囲神社の境内に其角堂を建て、草庵に住んだ。
- 徳川慶喜　1837～1913　15代将軍
- 小林永濯　1843～1890　絵師
- 明治天皇　1852～1912　水戸徳川家の小梅邸を屢々行幸した。跡地である隅田公園には「明治天皇御製」「明治天皇行幸所 水戸徳川邸舊阯」の石碑があり、聖徳記念絵画館には木村武山筆『徳川邸行幸』が収められている。
- 徳川昭武　1853～1910　水戸徳川家11代当主
- 饗庭篁村　1855〜1922　小説家、劇評家
- 徳川篤敬　1855〜1898　水戸徳川家12代当主、侯爵
- 森鷗外　1862〜1922　小説家、軍医
- 小金井喜美子　1871〜1956　歌人、文筆家、森鷗外の妹
- 徳川圀順　1886〜1969　水戸徳川家13代当主、公爵
- 富田木歩　1897〜1923　俳人。新小梅町で生まれた。
- 堀辰雄　1904〜1953　小説家。幼少期から壮年期までを向島小梅町・向島須崎町・新小梅町・向島一丁目で生活した。
- 佐多稲子　1904〜1998　小説家
- ちばてつや　1939〜　漫画家

### 須崎
- 徳川家光　1604～1651　3代将軍。長命寺、長命水の名を与えた。
- 鉄牛道機　1628～1700　弘福寺の開山。
- 葛飾北斎　1760～1849　牛嶋神社に『須佐之男命厄神退治之図』を奉納した。
- 初代鶴澤清六　1813～1878　義太夫三味線方。長命寺に石碑が建てられている。
- 三浦乾也　1821～1889　陶芸家。晩年、長命寺境内に窯を開いた。
- 淡島椿岳　1823～1889　絵師。晩年、弘福寺の門前に住み「梵雲庵」と名付けた。
- 勝海舟　1823～1899　少年時代、王子権現社（牛嶋神社）境内で剣術の稽古をした。
- 依田学海　1834〜1909　漢学者、文筆家。須崎村に別邸を構えた。
- 榎本武揚　1836〜1908　幕臣、政治家。隠居して須崎村に住み、木母寺附近まで隅田堤を乗馬した。多聞寺門前の「隅田川七福神之内　毘沙門天」の石碑、百花園「哥澤芝金之碑」の篆額を揮毫している。木母寺の旧地（隅田村、現在の堤通二丁目）に銅像が建てられている。
- 成島柳北　1837〜1884　幕臣、文筆家。隠居して須崎村に住み「松菊荘」と名付けた。長命寺に、成島柳北の胸像レリーフの入った石碑が建てられている。
- 神谷伝兵衛　1856～1922　実業家。浅草の神谷バー、茨城県牛久のシャトーカミヤ等の創業者として知られる。明治29年（1896）向島須崎町18番地に別荘を建築し、向島別荘と称した。晩年は向島別荘で過ごした。
- 淡島寒月　1859〜1926　文筆家。淡島椿岳の子。隠居して「梵雲庵」に住んだ。
- 和田豊治　1861～1924　実業家。鐘淵紡績、富士紡績等、数多くの企業の経営、設立に携わった。邸宅の跡地が墨田区立言問小学校となっている。建物は静岡県駿東郡小山町に移築され、豊門会館として現存する。
- 正岡子規　1867〜1902　俳人。一時期、長命寺境内に寄宿した。
- 澤田正二郎　1892〜1929　新国劇の創設者。向島須崎町に住んだ。

### 請地
- 五代目中村歌右衛門　1866〜1940　歌舞伎俳優

### 寺島
- 良源（慈恵大師）912～985　天暦5年（951）白鬚神社を創建した。
- 源頼朝　1147～1199　平家追討の折、現在の白鬚橋附近に舟橋を架けて隅田川を渡った。
- 葛西清重　鎌倉時代初期、法泉寺を創建した。
- 加藤千蔭　1735〜1808　国学者、歌人、書家。百花園に掛行燈を書いて与えた。
- 村田春海　1746〜1811　国学者、歌人。百花園を愛顧した。
- 太田南畝　1749〜1823　文人、狂歌師。百花園の「花屋敷」の額を書いて与えた。
- 亀田鵬斎　1752〜1826　儒学者、書家。百花園に「墨沱梅荘記」の碑がある。
- 酒井抱一　1761〜1829　絵師。百花園の名を考案して与えた。
- 佐原鞠塢　1762〜1831　百花園の創設者。
- 谷文晁　1763〜1841　絵師。百花園を愛顧した。
- 中野清茂（中野碩翁）1765〜1842　旗本。別荘を構え、後年その跡地に大倉喜八郎が別荘を構えた。
- 大窪詩仏　1767〜1837　漢詩人。百花園の「春夏秋冬花不断　東西南北客争来」の聯を書いて与えた。
- 徳川家斉　1773〜1841　11代将軍。百花園に御成があった。
- 三代目尾上菊五郎　1784〜1849　歌舞伎俳優。寺島村に別荘を構え「松の隠居」と称した。
- 徳川家慶　1793〜1853　12代将軍。百花園に御成があった。
- 河竹黙阿弥（二代目河竹新七）　1816〜1893　歌舞伎の狂言作者。百花園に石碑「しのぶ塚」を建てた。
- 永井尚志　1816〜1896　晩年、岩瀬忠震の「岐雲園」に住んだ。
- 岩瀬忠震　1818〜1861　晩年「岐雲園」に住み、跡地は墨田区立白鬚公園になっている。白鬚神社に石碑が建てられている。
- 鷲津毅堂　1825～1882　尾張家儒者、官吏。永井荷風の外祖父。白鬚神社に石碑が建てられている。
- 大倉喜八郎　1837〜1928　実業家。中野碩翁の別荘跡に別荘を構え「大倉別邸」と呼ばれた。跡地は共栄倉庫となっている。建物の一部は新潟県新発田市に移築され「蔵春閣」として現存する。
- 小野義眞　1839〜1905　実業家。別荘を構えて庭園は「八洲園」「小松島庭園」と称された。跡地はリバーサイド隅田になっている。
- 三代目河竹新七　1842〜1901　歌舞伎の狂言作者。百花園に石碑「きやうげん塚」を建てた。
- 五代目尾上菊五郎　1844〜1903　歌舞伎俳優。外祖父三代目菊五郎に倣って寺島村に別荘を構え、寺島（寺嶋）姓を名乗った。
- 西川春洞　1847〜1915　書家
- 乃木希典　1849～1912　軍人。百花園に訪れた。
- 五代目清元延壽太夫　1862〜1943　清元家元
- 小倉常吉　1865〜1934　小倉石油社長。大きな池のある広大な別荘を構え「小倉別邸」と呼ばれた。跡地の一部が向島労働基準監督署、あおやぎ保育園等になっている。
- 村上浪六　1865〜1944　小説家。白鬚神社の附近に住んだ。
- 鹿島清兵衛　1866〜1924　実業家、写真家、笛方。別邸を構えた。森鷗外『百物語』に描写されている。
- 幸田露伴　1867〜1947　小説家。岩瀬忠震・永井尚志の「岐雲園」に住んだ。後に大字新田に住み、次いで同じく大字新田に新築して住んだ。最初の新田の家が明治村に移築保存されており、二度目の新田の跡地の一部が露伴児童遊園となっている。東京都立墨田川高等学校（当時の東京府立第七中学校）の校歌も作詞している。
- 二代目尾上菊之助　1868〜1897　歌舞伎俳優
- 永井荷風　1879〜1959　小説家。『向嶋』『濹東綺譚』等で向島を描写した。
- 鹿嶋ゑつ（ぽん太）　1880〜1925　芸者。鹿島清兵衛の妻。
- 吉川英治　1892～1962　小説家
- 大矢市次郎　1894〜1972　新派俳優。蓮華寺に葬られている。
- 西川寧　1902〜1989　書家。西川春洞の子。
- 幸田文　1904〜1990　小説家、随筆家。幸田露伴の二女。寺島村大字新田で生まれた。
- 高見順　1907〜1965　小説家
- 深沢七郎　1914〜1987　小説家
- 萩原徳明　詩人、墨田区議会議員
- 二代目中村小山三　1920〜2015　歌舞伎俳優。法泉寺に葬られている。
- 吉行 淳之介　1924〜1994　小説家
- 出羽錦忠雄　1925〜2005　大相撲力士
- 小川宏　1926〜2016　アナウンサー
- 滝田ゆう　1931〜1990　漫画家
- 三代目三遊亭圓歌　1932〜2017　噺家
- 高見映（ノッポさん）　1934〜2022　俳優
- 木の実ナナ　1946〜　女優

### 隅田
- 観世元雅　1394～1432　能『隅田川』を作った。
- 三遊亭圓朝　1839～1900　噺家。木母寺の境内に「三遊塚」を建てた。
- 初代根津嘉一郎　1860〜1940　実業家。別荘の跡地が墨田区立梅若小学校となっている。
- 杉山茂丸　1864〜1935　実業家。別荘の跡地が日活向島撮影所となり、現在は墨田区立桜堤中学校となっている。
- 伊井蓉峰　1871〜1932　新派俳優。隅田町に本宅を構えた。現在は東京都立東白鬚公園の一部となっている。
- 勝田菊蔵　初代墨田区長
- 山野愛子　1909〜1995　美容家

### 吾嬬
- 半藤一利　1930〜2021　文筆家
- 清水一行　1931〜2010　小説家

## 向島の名を冠する施設

### 現在
- 首都高速道路6号向島線
- 向島出入口（向島5、堤通1）
- 向島税務署（東向島2-7）堤通、墨田、東向島、京島、八広、文花、立花、東墨田、押上2丁目の一部、押上3丁目を管轄する。

- 向島郵便局（東向島2-32）集配業務を所管する区域（郵便番号が「131」から始まる区域）は、堤通、墨田、東向島、京島、八広、文花、立花、東墨田、向島、押上。
- 向島百花園（東向島3-18）
- 向島労働基準監督署（東向島4-33）[31]　墨田区、葛飾区を管轄する。
- 向島消防署（東向島6-22）堤通、墨田、東向島、京島、八広、文花、立花、東墨田、向島4丁目の一部、向島5丁目の一部、押上2丁目の一部、押上3丁目を管轄する。
- 向島警察署（文花3-18）堤通、墨田、東向島、京島、八広、文花、立花、東墨田、向島4丁目の一部、向島5丁目の一部、押上2丁目の一部、押上3丁目を管轄する。
- 東京都済生会向島病院（八広1-5）

### 過去
- 日活向島撮影所（堤通2-19）1913～1923
- 京成電鉄向島駅　1914～1947
- サトウライト、三共、日本ベークライト、住友ベークライト 向島工場（墨田1-4）1916～1987
- 東京市向島女子商業学校、東京市立向島女子商業学校、東京都立向島女子商業学校、東京都立向島女子商業新制高等学校、東京都立向島高等学校、東京都立向島商業高等学校（八広1-28）1935～2010
- 東京市立向島工業学校、東京都立向島工業高等学校（立花4-29）1938～2010
- 墨田区立向島中学校（東向島4-18）1949～2013

## 年中行事
- 隅田川七福神めぐり（主に正月1日～7日）多聞寺 毘沙門天（墨田5-31）、白鬚神社 寿老神（東向島3-5）、向島百花園 福禄寿尊堂（東向島3-18）、長命寺 弁財天（向島5-4）、弘福寺 布袋尊（向島5-3）、三囲神社 大国神・恵比寿神（向島2-6） の6社寺を巡る[32]。
- 向島の花見「墨堤さくらまつり」（隅田公園、3月下旬～4月上旬）
- 梅若忌大念仏法要（木母寺、4月15日）
- 早慶レガッタ（隅田川、4月中旬）
- 白鬚神社 ぼんでん祭（隅田川、5月5日）
- 白鬚神社・高木神社・長浦神社祭礼（6月）
- 隅田川神社祭礼（6月）
- 隅田川花火大会（7月最終土曜日）
- 虫ききの会（向島百花園、8月下旬）
- 飛木稲荷神社祭礼（9月）
- 牛嶋神社・秋葉神社祭礼（9月中旬）
- 月見の会（向島百花園、9月下旬）
- 萩まつり（向島百花園、9月中下旬～10月初旬）

## 登場作品

### 演劇・舞踊
- 能『隅田川』（角田川）観世元雅作。
- 人形浄瑠璃、歌舞伎『雙生隅田川』（ふたごすみだがわ）近松門左衛門作。「隅田川狂女道行」の場が登場する。
- 歌舞伎『隅田川続俤』（すみだがわごにちのおもかげ）（法界坊）天明4年（1784）奈河七五三助作。「白鬚鳥居前」（又は「向島牛御前鳥居前」）「向島三囲土手」「隅田川渡し」の場が登場する。
- 歌舞伎『隅田春妓女容性』（すだのはるげいしゃかたぎ）（梅の由兵衛）寛政8年（1796）初世並木五瓶作。「向島三囲堤」「向島大黒屋」の場が登場する。
- 歌舞伎『隅田川花御所染』（すみだがわはなのごしょぞめ）（女清玄）文化11年（1814）四世鶴屋南北作。「隅田川梅若塚」「隅田川渡し船」の場が登場する。
- 歌舞伎『桜姫東文章』（さくらひめあずまぶんしょう）文化14年（1817）四世鶴屋南北作。「稲瀬川堤」「三囲稲荷」の場が登場する。歌舞伎では、江戸の隅田川を鎌倉の稲瀬川になぞらえて上演することが多い。
- 歌舞伎『菊宴月白浪』文政4年（1821）四世鶴屋南北作。「隅田川花屋敷」「牛の御前祭礼」の場が登場する。
- 歌舞伎舞踊『道行浮塒鷗』（みちゆきうきねのともどり）（お染）文政8年（1825）四世鶴屋南北・勝井源八作。「三囲堤」が舞台となっている。
- 長唄、舞踊『賤機帯』（しずはたおび）文政11年（1828）四世杵屋三郎助（十世杵屋六左衛門）作曲。能『隅田川』などの流れを汲み、「隅田川」「都鳥」「いざ言問はん」「綾瀬川」「関屋の里」「梅若」など、向島近辺ゆかりの文句がちりばめられている。
- 常磐津、歌舞伎舞踊『年増』天保10年（1839）三世桜田治助作。五世岸澤式佐節附。二世藤間勘十郎振附。四世中村歌右衛門初演の八変化舞踊『花翫暦色所八景』（はなごよみいろのしょわけ）のうち、「隅田堤に旁妻の晩鐘」（すみだづつみにかくしづまのばんしょう）が『年増』として残った。
- 常磐津、歌舞伎舞踊『乗合船恵方万歳』（のりあいぶねえほうまんざい）天保14年（1843）三世桜田治助作。五世岸澤式佐節附。
- 歌舞伎『都鳥廓白浪』（みやこどりながれのしらなみ）（忍の惣太）安政元年（1854）二世河竹新七（河竹黙阿弥）作。「三囲稲荷前」「長命寺堤」「向島梅若殺し」の場が登場する。
- 歌舞伎『三人吉三廓初買』（さんにんきちさくるわのはつがい）（三人吉三）安政7年（1860）二世河竹新七（河竹黙阿弥）作。「大川端庚申塚」の場の現行上演台本に「小梅の方へは」云々のせりふが出てくる。
- 歌舞伎『青砥稿花紅彩画』（あおとぞうしはなのにしきえ）（白浪五人男）文久2年（1862）二世河竹新七（河竹黙阿弥）作。「稲瀬川の堤」の場で、三囲堤の桜、隅田川、待乳山を背景にして、五人男が勢揃いをする。
- 歌舞伎『富士額男女繁山』（ふじびたいつくばのしげやま）（女書生）明治10年（1877）二世河竹新七（河竹黙阿弥）作。「小梅別荘」「隅田川道行」の場が登場する。
- 清元、歌舞伎舞踊『隅田川』明治16年（1883）條野採菊作。謡曲『隅田川』を基に素浄瑠璃として開曲された。のち歌舞伎舞踊として上場され、昭和20年代後半から平成初頭にかけては六世中村歌右衛門が得意として上演を重ねた。
- 歌舞伎『梅ごよみ』昭和2年（1927）木村錦花作。為永春水『春色梅児誉美』『春色辰巳園』、二世河竹新七（河竹黙阿弥）『梅暦辰巳園』を基に書かれた。「向島三囲堤上」「隅田川川中」の場が登場する。
- 歌舞伎/新国劇『江戸絵両国八景』（荒川の佐吉）昭和7年（1932）眞山青果作。「向島請地秋葉権現の辺」「長命寺前の堤」の場が登場する。

### 音楽
- 清元『梅の春』文政10年（1827）四方真門 （毛利元義）作と伝わる。「いざ言問はん」「三囲」「白鬚の森」「庵崎」「鐘が渕」「隅田川」など向島ゆかりの文句が詠み込まれている。
- 小唄『五月雨や』明治21年（1888）、明治22年（1889）頃、四世清元斎兵衛作曲。歌詞に「木母寺」「関屋」「綾瀬口」など、向島から堀切の菖蒲園までの情景が描かれている。
- 歌曲『花』明治33年（1900）武島羽衣作詞、滝廉太郎作曲。歌詞に「隅田川」「桜木」「長堤」など向島の景色が詠まれている。
- 流行歌『すみだ川』昭和12年（1937）佐藤惣之助作詞、山田栄一作曲、東海林太郎歌。間奏部、田中絹代の朗読する台詞に「竹屋の渡し場」が出てくる。
- 『すみだ音頭』昭和52年（1977）古川喜久子作詩、丘灯至夫補作詩、市川昭介作曲[33]。区制30周年を機に制作された。「桜」「隅田川」「都鳥」「七福神」などが歌われている。
- 『桜橋おどり』昭和60年（1985）桜橋の開橋にあわせて制作された。
- 『宮元町会音頭』向島百花園児童遊園で毎年開催する、東向島宮元町会の納涼大会で披露される。
- 『TOKYOスカイツリーおどり』平成23年（2011）6月、大塚文雄歌。
- 『東京スカイツリー音頭』平成23年（2011）8月、相原ひろ子歌。
- 『TOKYOスカイツリー音頭』平成23年（2011）11月、なでしこ姉妹歌。
- 『おしなりくん愛あいおんど』濱田和歌子歌。
- 『言ちゃん音頭』平成24年（2012）3月31日、三囲神社でお披露目された。
- 『梅若音頭』平成24年（2012）4月15日、木母寺の梅若忌でお披露目された。
- 『コタロウ音頭』
- 『寺島茄子之介音頭』平成31年（2019）8月18日、すみだストリートジャズフェスティバル大横川親水公園イベント広場亀沢フェスティバル会場でお披露目された。

### 落語
- 野ざらし
- おせつ徳三郎「花見小僧」
- 怪談乳房榎　明治21年（1888）三遊亭圓朝作。

### 小説・随筆
- 『すみだ川』永井荷風　明治42年（1909）
- 『大川端』小山内薫　明治44年（1911）
- 『一寸法師』江戸川乱歩　昭和2年（1927）
- 『春泥』久保田万太郎　昭和3年（1928）関東大震災後の向島近辺が描写されている。[34]
- 『陰獣』江戸川乱歩　昭和3年（1928）
- 『蟲』江戸川乱歩　昭和4年（1929）
- 『水族館』堀辰雄　昭和5年（1930）
- 『濹東綺譚』永井荷風　昭和12年（1937）
- 『幼年時代』堀辰雄　昭和14年（1939）
- 『花を持てる女』堀辰雄　昭和17年（1942）
- 『みそつかす』幸田文　昭和26年（1951）
- 『鷗外の思ひ出』小金井喜美子　昭和31年（1956）
- 『おとうと』幸田文　昭和32年（1957）
- 『しぐれ茶屋おりく』川口松太郎　昭和44年（1969）
- 『向島物語』小杉健治　平成元年（1989）

### 映画
- 『おとうと』昭和35年（1960）大映、市川崑監督、岸恵子、川口浩主演。
- 『おとうと』昭和51年（1976）松竹、山根成之監督。浅茅陽子、郷ひろみ主演。

### ドラマ
- テレビ指定席『ドブネズミ色の街』昭和38年（1963）12月28日放送。NHK。大坂志郎、飯田蝶子ほか。向島百花園の御成座敷、隅田川の堤防などがオールロケで登場する。
- 東芝日曜劇場『おんなの家』昭和49年（1974）～平成5年（1993）放送。TBS。橋田壽賀子作。杉村春子・山岡久乃・奈良岡朋子演じる三姉妹の営む炉端焼の店の近辺として、向島が登場する。
- 『おとうと』平成2年（1990）、斉藤由貴・木村拓哉主演。

## 名所・名物・ご当地キャラクター等

### 名所
- 向島の桜
- 東京スカイツリー

### 名物
- 長命寺桜もち[35]
- 言問団子[36]

### 過去の名料理店
- 植半（うえはん）隅田村、木母寺の傍らに存在した日本料理店。芋、蜆、玉子焼が名物であった。須崎村に支店が出来てからは、本店は「奧の植半」、支店は「中の植半」と称された。木母寺の境内に「植半」と彫られた石柱が残る。
- 八百松（やおまつ）隅田村、隅田川神社の傍らに存在した日本料理店。焼鳥を呼び物とした。明治3年（1870）枕橋のほとりに支店が新築され、本店は「水神の八百松」、支店は「枕橋の八百松」と称された。枕橋の八百松は、大正12年（1923）関東大震災で焼亡した。水神の八百松は、小山内薫の小説『大川端』にも登場する。第二次世界大戦後も営業を続けていたが、廃業し、跡地は隅田川神社の一部となっている。
- 入きん（いりきん）寺島村、白鬚神社・百花園の間に存在した日本料理店。白鬚神社の境内に石碑が残っている。
- 武蔵屋
- 大七

### キャラクター
- おしなりくん[37]　押上・業平橋「おしなり商店街」のご当地キャラクター。2009年8月～。
- 向嶋言問姐さん 言ちゃん（ことちゃん）[38]向島のご当地キャラクター。2011年4月～。
- カッパのコタロウ[39]　北十間川のご当地キャラクター。
- 寺島茄子之介　寺島茄子のご当地キャラクター。2012年～。